# Nena
 Denne artikel omhandler sangeren. For det eponymiske band hvor hun indgik, se Nena (band).
Gabriele Susanne Kerner, født (24. marts 1960 i Hagen, Nordrhein-Westfalen, Tyskland) er en tysk sanger, musiker og skuespiller - bedre kendt under kæle- og kunstnernavnet Nena. Hun blev i 1984 internationalt kendt med sangen 99 Luftballons.
Nena blev én af de senere kunstnere fra den tyske musikbølge fra 1970'erne og starten af 1980'erne, som gik under fællesbetegnelsen Neue Deutsche Welle, og som også omfatter kunstnere som Nina Hagen. Nena lagde i starten navn til det band, som hun stod i spidsen for i perioden 1981-1987, men fortsatte derefter som solist under samme navn.
I 2009 sprang hun ud som pladeselskabsdirektør, da hun oprettede sit eget label "The Laugh & Peas Company", og sammen med tre andre stiftede hun i 2018 "Neue Schule Hamburg" (Den Ny Skole i Hamborg); en skole opbygget efter samme principper som The Sudbury Model (USA), hvor eleverne selv har stor indflydelse på undervisningen.

## Baggrund
Gabriele Susanne Kerner blev født i 1960 i den lille by Breckerfeld nær Hagen i den tyske delstat Nordrhein-Westfalen. Allerede som treårig fik hun på en ferierejse til Spanien med sine forældre kælenavnet "Niña", som er spansk og betyder “lille pige”. Navnet hang ved og blev efter hjemkomsten til det mere tyskklingende, 'Nena'.
I 1977 forlod hun gymnasiet uden at have taget sin afsluttende eksamen, og hun gik i stedet i lære hos en guldsmed.

## Karriere
Hendes musikalske karriere startede i sommeren 1979, hvor guitaristen Rainer Kitzmann tilbød hende at være forsanger i hans band The Stripes. Gruppen havde faktisk et mindre hit med sangen Ecstasy, men et reelt gennembrud blev det ikke til, og gruppen gik i glemmebogen.
I 1981 flyttede Nena og hendes daværende kæreste, trommeslageren Rolf Brendel, til Vestberlin, hvor de mødte resten af de musikere, der siden blev til rockgruppen Nena (en), nemlig guitaristen Carlo Karges, pianisten Uwe Fahrenkrog-Petersen, og bassisten Jürgen Dehmel.
I 1982 udsendte Nena den første single Nur geträumt. Nena kom med i TV-showet Musikladen, og så tog tingene fart. Singlen blev solgt i 40.000 eksemplarer dagen efter hendes fjernsynsoptræden og røg direkte ind på en 2. plads på den officielle tyske salgs-hitliste.
Uden at vide det havde folk været vidne til det, der skulle vise sig at være den største tysksprogede musiksucces siden Marlene Dietrichs succes i 1930'erne.

### International succes og opløsning
Året efter, i 1983 kom det første album, der bare hed Nena (en). Udover Nur Geträumt indeholdt det hit-singler som Leuchtturm og ikke mindst verdenshittet 99 Luftballons (der siden blev udsendt på engelsk med titlen 99 Red Balloons, men i mange lande inklusiv USA var det den tyske version, der hittede). Sangen blev i 1983 nummer 1 på den tyske salgs-hitliste, og på hitlisterne i hele Europa inklusiv den engelske (den engelsk sprogede version – nåede placering som nummer 1) og den amerikanske (den originale tyske version – bedste placering som nummer 2). Den dag i dag er sangen den mest solgte tysksprogede single nogensinde, og kendes af folk i alle lande.
I årene herefter opnåede gruppen stor succes med sine i alt 4 albums, der alle indeholder flere hitsingler, herunder Irgendwie, Irgendwo, Irgendwann.
Gruppen Nena gik i opløsning i 1987, og Gabriele fortsatte som solist men beholdte sit kælenavn, Nena. I 2002 genudsendte hun med succes en del af de største hits fra dengang, og er fortsat album- og koncertaktiv.

## Privat
Gabriele har været gift flere gange og er mor til i alt fire børn, hvoraf de tre er fulgt i moderens fodspor og blevet musikere. De optræder ofte med hende på scenen ved livekoncerter. Hun holder i dag til i Hamburg, hvor hun bor med sin mand.

## Diskografi

### Nena(band)
- 1983: Nena
- 1984: ? (Fragezeichen)
- 1984: 99 Luftballons
- 1985: Feuer und Flamme
- 1985: It's All in the Game
- 1986: Eisbrecher

### Nena(solo)
- 1989: Wunder gescheh'n
- 1992: Bongo Girl
- 1994: Und alles dreht sich
- 1997: Jamma nich
- 1998: Wenn alles richtig ist, dann stimmt was nich
- 2001: Chokmah
- 2002: Nena feat. Nena
- 2005: Willst du mit mir gehn
- 2007: Cover Me
- 2009: Made in Germany
- 2012: Du bist gut
- 2015: Oldschool
- 2020: Licht

### The Stripes
- 1980: The Stripes